# مری تاد لینکلن
مری تاد لینکلن (انگلیسی: Mary Todd Lincoln؛ ۱۳ دسامبر ۱۸۱۸ – ۱۶ ژوئیه ۱۸۸۲) همسر شانزدهمین رئیس جمهور ایالات متحدهٔ آمریکا، آبراهام لینکلن و بانوی اول ایالات متحده از سال ۱۸۶۱ تا ۱۸۶۵ بود.